# Élections à l'Assemblée des experts iranienne de 2024
Les élections à l'Assemblée des experts de 2024 se déroulent le 1er mars 2024 afin de renouveler les 88 sièges de l'Assemblée des experts en Iran.
Élue le même jour que les élections législatives, l'assemblée est susceptible d'élire un successeur au Guide suprême Ali Khamenei, alors âgé de 84 ans. Les élections sont marquées par une disqualification drastique des candidats par le régime, qui ne conserve que ses plus forts soutiens, au point que nombre d'entre eux se retrouvent seuls en lice dans leur circonscription.

## Contexte

### Assemblée sortante

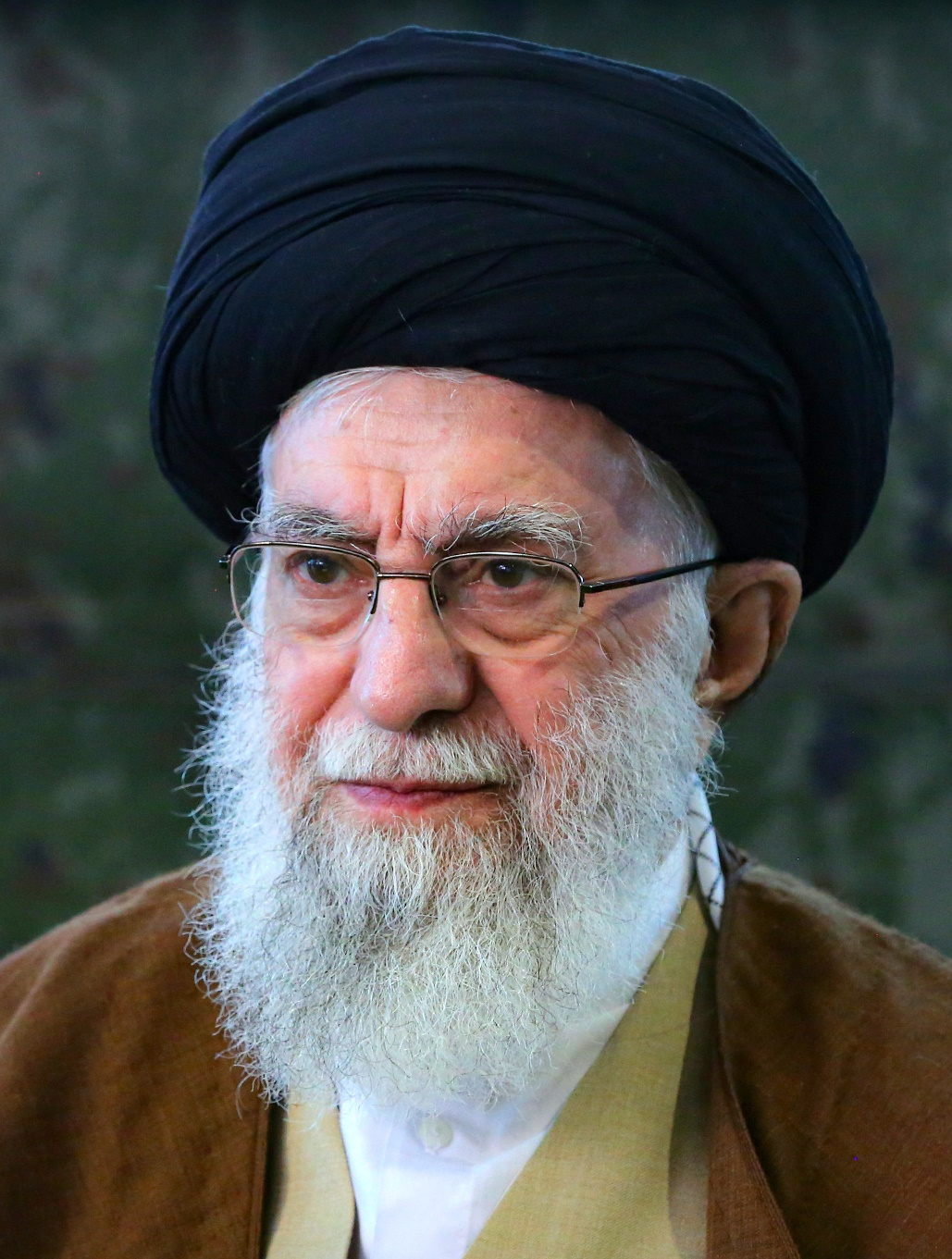
Le Guide suprême Ali Khamenei

Intégralement composée de religieux du chiisme duodécimain élus directement par la population, l'Assemblée des experts a principalement pour rôle de nommer, superviser et éventuellement démettre le guide suprême, le plus haut responsable politique et religieux et de fait chef de l'État de la république islamique d'Iran.
Les précédentes élections en 2016 ont vu la défaite des modérés et réformateurs, et la victoire en demi-teinte des principlistes, le gouvernement ayant fait invalider par le Conseil des gardiens de la Constitution les candidatures des principaux candidats modérés. Le scrutin intervient en effet dans un contexte d'opposition entre principlistes, menés par le Guide suprême Ali Khamenei, et modérés, menés par le président de la République Hassan Rohani avec le soutien d'Hachemi Rafsandjani, un des fondateurs de la république islamique.
Si les deux camps se déclarent vainqueurs, la situation se révèle finalement plus complexe en raison des luttes d'influence entre les factions politiques. Bien que largement vainqueurs dans la capitale Téhéran et détenteurs d'une majorité relative des sièges, les modérés ne parviennent pas à s'imposer, tandis que les élus principlistes totalisent ensemble la majorité absolue qui leur permet de faire élire à la présidence de l'assemblée Ahmad Jannati — membre de l'Association du clergé militant dont la candidature suscitait l'opposition farouche des modérés —, mais demeurent divisés en plusieurs formations hétéroclites,.

### Disqualification de l'opposition

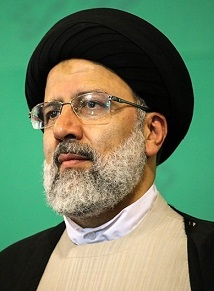
Ebrahim Raïssi

Les résultats des élections de 2024 sont surveillés de près, l'assemblée élue étant susceptible d'élire un successeur à Ali Khamenei, alors âgé de 84 ans. La très forte disparité du nombre d'électeurs entre les circonscriptions ainsi que l'invalidation massive et arbitraire des candidats à laquelle a à nouveau recours le Conseil des gardiens amène le scrutin à être qualifié de « farce ». « Verrouillé » par le pouvoir, il est réduit de fait à un duel entre conservateurs et ultraconservateurs,. Une très faible participation est ainsi attendue, aux alentours de 15 % des inscrits, selon les sondages d'opinion. Outre la disqualification de l'ancien président Hassan Rohani et des parlementaires critiques du gouvernement, le scrutin voit en effet un nombre de candidats disqualifiés si important que seuls 138 se retrouvent finalement en lice pour 88 sièges à pourvoir, ce qui amène les élections à être comparées à un jeu de chaises musicales à un seul tour. Dans les provinces de Guilan et de Mazandéran, seuls quatre candidats sont ainsi en lice pour trois sièges. Ils sont six pour cinq en Azerbaïdjan oriental tandis qu'à Chiraz, quatre candidats sont présents pour cinq sièges, et à Qazvin, trois pour trois. Plusieurs autres circonscriptions n'ont même qu'un seul candidat en lice pour un seul siège,,,.
La différence de corps électoral entre les circonscriptions est particulièrement mise en lumière par la candidature du président en exercice Ebrahim Raïssi. Bien qu'élu en 2021 avec près de 18 millions de voix, ce dernier ne présente pas sa candidature dans son lieu de résidence, la capitale Téhéran, où entre deux cent mille et un million de voix sont généralement requises pour l'emporter, mais dans la Province du Khorassan méridional, où il concourt pour l'unique siège d'une circonscription rurale où environ 200 voix suffisent généralement. Ebrahim Raïssi est par ailleurs seul en lice pour ce siège à pourvoir, ce qui lui vaut des critiques moqueuses soulignant qu'il est ainsi en capacité d'être élu sur la base de sa seule voix,. Devant ces critiques, un candidat d'une autre circonscription est déplacé dans la sienne afin d'obtenir un semblant de compétition.
Cette épuration drastique marque un tournant pour le régime qui ne se contente pas cette fois-ci d'éliminer les candidats modérés, mais également une partie des conservateurs, de manière à ne conserver pour candidats que ses soutiens les plus fervents. La disqualification par le Conseil des gardiens touche ainsi plusieurs soutiens de longue date du gouvernement, ainsi que d'ancien membres des gouvernements principlistes, de manière à assurer l'élection d'un successeur à Ali Khamenei favorable à un maintien du système en place. La polémique provoquée par le scrutin amène cependant douze Ayatollah, pourtant membres du plus haut rang du clergé chiite, à annoncer publiquement ne pas présenter leur candidature.

## Système électoral

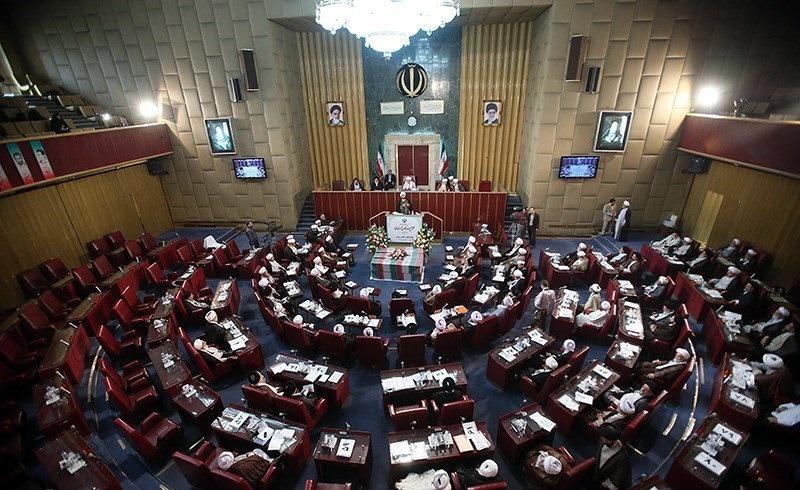
Intérieur de l'assemblée

L'Assemblée des experts est composé de 88 sièges pourvus pour huit ans au suffrage universel direct majoritaire à un tour dans des circonscriptions de un ou plusieurs sièges. Les électeurs votent pour des candidats, obligatoirement membres du clergé religieux du chiisme duodécimain, en attribuant une voix à autant d'entre eux que de sièges à pourvoir dans la circonscription. Les candidats ayant réuni le plus de voix sont élus.
Les candidatures sont préalablement soumises à une validation par le Conseil des gardiens de la Constitution, un pouvoir qu'il s'est lui même attribué et qu'il exerce selon plusieurs critères prédéfinis, dont la loyauté à la constitution de la république islamique et la « bonne réputation » des candidats. Ces critères vagues lui permettent en pratique d'exclure n'importe quel candidat de manière arbitraire,,.

## Résultats
Le scrutin voit sans surprise les conservateurs l'emporter, en l'absence de réelle opposition. Malgré une participation historiquement faible — près de 41 % seulement selon des estimations non officielles — qui contraint les autorités à étendre par trois fois la durée d'ouverture des bureaux de vote (officiellement pour faire face à « l'afflux » d'électeurs), les médias gouvernementaux célèbrent les résultats comme une « lourde défaite » pour les partisans du boycott,.
Le président Ebrahim Raïssi l'emporte notamment dans sa circonscription avec plus de 82 % des voix, décrochant ainsi un troisième mandat consécutif à l'Assemblée des experts. Cette élection sécurise alors sa probable élection à la succession du Guide suprême. Au sein du camp conservateur, les élections voient en effet la consolidation des partisans les plus fidèles d'Ali Khamenei, généralement plus jeunes, au détriment de ceux de l'ancien président Hachemi Rafsandjani. Raïssi décéde cependant dans un accident d'hélicoptère le 19 mai 2024.